# Wohnhaus Roßhirt

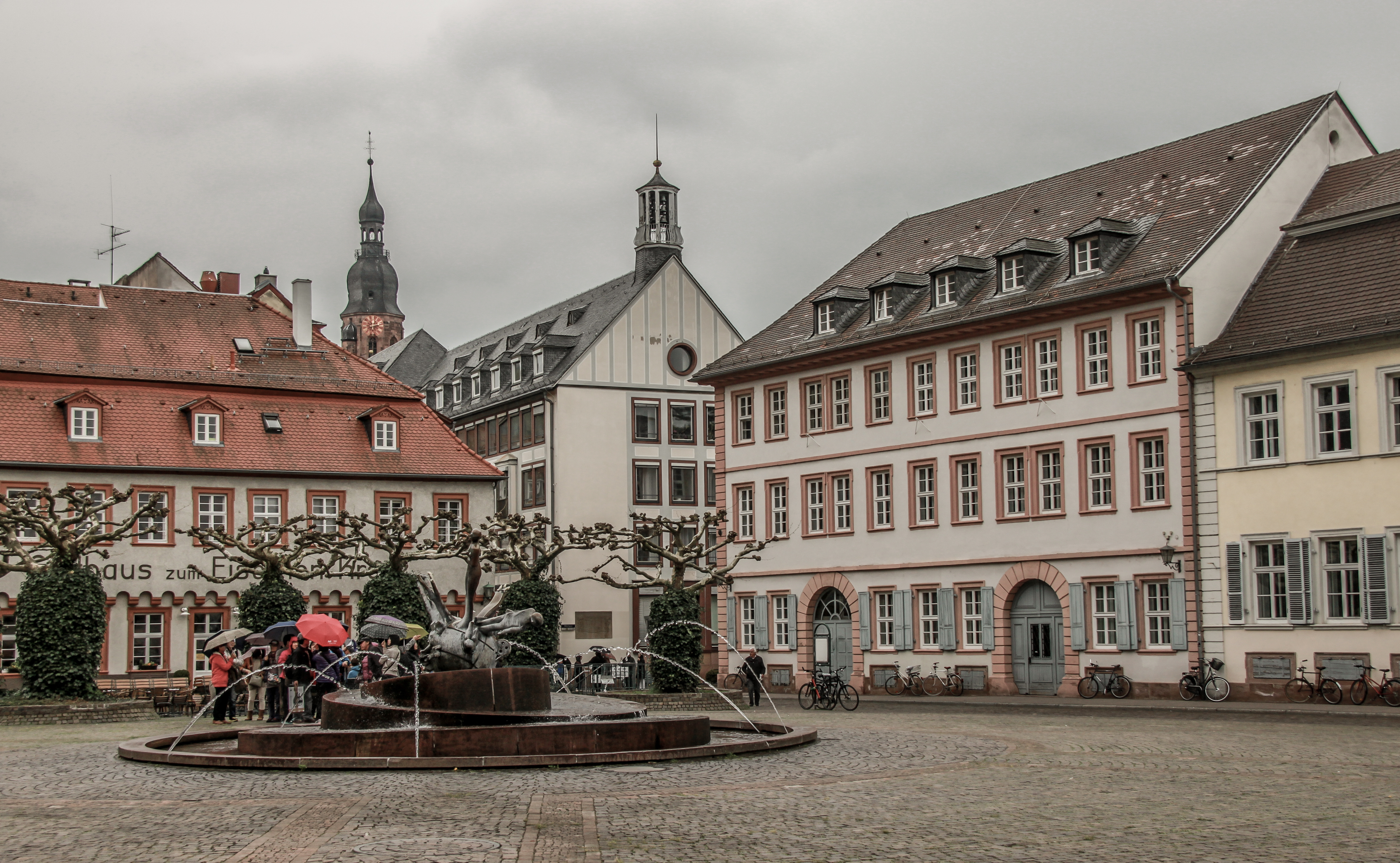
Wohnhaus Roßhirt

Das Wohnhaus Roßhirt ist ein denkmalgeschütztes Gebäude in Heidelberg.
Es bestand ursprünglich aus zwei Häusern. Das westliche wurde 1743 als Brauerei erbaut. Das östliche bestand mindestens seit 1703, wurde 1732 umgebaut und hatte wechselnde Besitzer. 1839 kaufte Konrad Franz Roßhirt, Professor an der Universität Heidelberg, die Häuser, vereinigte sie und ließ ein Stockwerk aufsetzen. 1969–74 wurde das Haus für das Germanistische Institut der Universität umgebaut.
Das dreigeschossige Haus mit Walmdach befindet sich in der östlichen Hälfte der Hauptstraße, der wichtigsten Straße in der Heidelberger Altstadt, am Karlsplatz zwischen dem Rathaus und dem Palais Boisserée. Die stattliche barocke Putzfassade hat neun Fensterachsen mit typischen Ohrenfenstern. Achsensymmetrisch sind zwei große rundbogige Toreinfahrten vorhanden. Im Innern hat sich das Treppenhaus von 1732 erhalten.